# Petrus Renier van Wassenaer Warmond
Petrus Renier van Wassenaer Warmond (Warmond of Renkum?, 1 juli 1708 - Maastricht, 16 januari 1772) was een vooraanstaand geestelijke en bestuurder in de Nederlanden. Hij was proost van het Sint-Servaaskapittel in Maastricht en in die hoedanigheid tevens heer van Tweebergen en Maasmechelen.

## Biografische schets
Petrus Renier van Wassenaer Warmond was een telg uit de katholieke tak van het adellijke geslacht Van Wassenaer. Hij werd geboren als derde kind van Thomas Walraven van Wassenaer (ca. 1675-1726) en Margriet Alexandrine van Lynden (1683-1763). Het echtpaar had zes zonen en een of meerdere dochters: Gerard Antony (1704-1752), Hendrik Frans (1707-1781), Petrus Renier, Jacob Albert (1709-1774), Willem Elbert (?-1764), Jan Martinus (1715-1784) en Maria Anna Henrietta (overleden in het Ursulinenklooster Roermond). Enkele zonen werden geboren op Kasteel Grunsfoort of het landgoed Cortenberg, beide bij Renkum; wellicht groeide Petrus Renier in die omgeving op. Mogelijk was hij al op jonge leeftijd als seculiere kanunnik verbonden aan het kapittel van Sint-Servaas in Maastricht, hetgeen een gebruikelijke weg was voor niet-ervende zonen van adellijke families. Ook zijn jongere broers Willem Elbert en Jan Martinus werden kanunnik van Sint-Servaas. Zijn neef Thomas Willem Jacob, zoon van Jacob Albert, werd in 1791 proost van Sint-Servaas, de laatste voor de opheffing van het kapittel.
Op 26 oktober 1733 werd de 25-jarige Van Wassenaer door de Staten-Generaal benoemd tot proost van Sint-Servaas, een functie die hij tot zijn dood zou blijven uitoefenen. Voor de benoeming moest hij dertigduizend gulden neertellen, wat hem verzekerde van een levenslang vast inkomen. Als proost van Sint-Servaas was hij tevens heer van Tweebergen en Maasmechelen, de twee banken van Sint-Servaas die aan het proostschap verbonden waren.
In 1734 benoemde hij kanunnik Johannes Wachtelaer tot vice-proost. Wachtelaer verving hem wanneer hij niet in Maastricht resideerde. In 1742 overleed deken Hendricus Franciscus de Bounam (Bonhomme), waarna Van Wassenaer van paus Benedictus XIV het recht ontving om – tegen provisie – diens vrijgekomen prebende te vergeven. In 1766 werd Karel graaf de Geloes, kanunnik van Sint-Lambertus in Luik en vrijmetselaar, zijn nieuwe vice-proost. Het is niet bekend of Van Warmond zelf verbonden was met de vrijmetselarij.
Van Wassenaer Warmond stierf op 63-jarige leeftijd te Maastricht. Hij werd begraven in de middenbeuk van de kapittelkerk. Bij testament legateerde hij forse bedragen aan de zusters van de Beyart, de Maastrichtse dominicanen en het Rooms-Katholiek Weeshuis, ten bate van een jaargetijde voor zijn eigen zielenheil en als liefdadigheid. Hij werd opgevolgd door zijn vice-proost, Karel de Geloes.

## Nalatenschap
In de ruim 38 jaar dat Van Wassenaer proost was, onderging de Sint-Servaaskerk en haar omgeving enkele ingrijpende wijzigingen. Hoewel door het ontbreken van archiefonderzoek de naam van de proost niet met zekerheid in verband kan worden gebracht met deze ingrepen, lijkt zijn betrokkenheid bij zeker twee projecten vrij zeker:

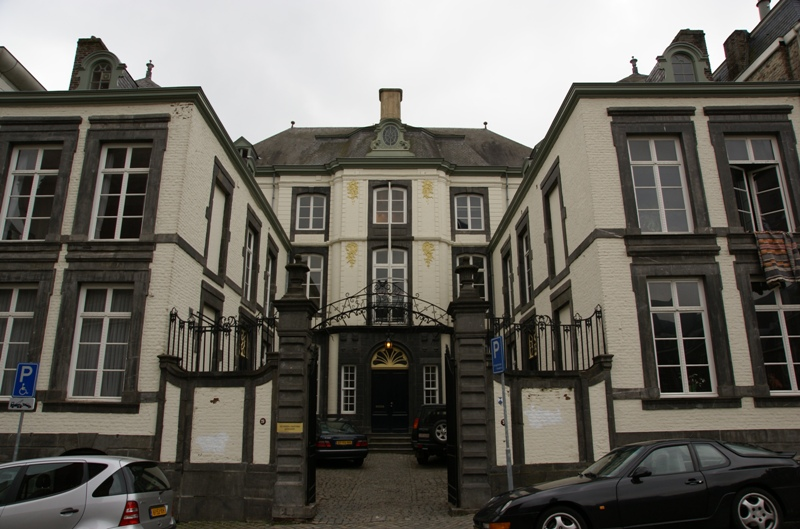
Henric van Veldekeplein 29-31

- In de loop van de achttiende eeuw werden aan het Sint Servaasklooster veel kanunnikenhuizen verbouwd in de stijl van de Luiks-Akense barok. Mogelijk verrees toen ook een nieuwe stadsresidentie voor de proost van Sint-Servaas, het zogenoemde 'paleis van de hoogproost'. Dit gebouw, waarvan noch de architect noch de bouwheer bekend zijn, is gebouwd in Lodewijk XV-stijl, de Franse variant van de rococo. Deze stijl vond in de Nederlanden navolging tussen ca. 1730 en 1770, min of meer overeenkomend met de ambtsperiode van proost Van Wassenaer.[noot 4] Als bij verder onderzoek blijkt dat Van Wassenaer inderdaad de bouwheer is, dan heeft hij met dit stijlvolle hôtel particulier, tevens een rijksmonument, zeker zijn stempel gezet op dit deel van de Maastrichtse binnenstad.
- In 1767-1770, tegen het einde van Van Wassenaers leven, kreeg het westwerk van de Sint-Servaaskerk een barok aanzien door de bouw van een nieuwe westwerkbekroning met drie torens, ontworpen door de Luikse architect Étienne Fayen. Het is niet ondenkbaar dat Van Wassenaer met deze opdracht hoopte de bekroning van zijn loopbaan gevonden te hebben. Helaas moesten de torens van Fayen eind negentiende eeuw plaatsmaken voor de neogotische torenspits van Pierre Cuypers.
- In de bibliotheek van het Historisch Centrum Limburg in Maastricht bevindt zich een almanak uit 1765 met een omslag versierd met goud- en zilverstikwerk in een  sierkartonnen etui. Het bevat een ex libris van Petrus Renier van Wassenaer Warmond.[15]